# Huta (gromada w powiecie kieleckim)
Huta (alt. Huta Nowa; pod koniec Nowa Huta) – dawna gromada, czyli najmniejsza jednostka podziału terytorialnego Polskiej Rzeczypospolitej Ludowej w latach 1954–1972.
Gromady, z gromadzkimi radami narodowymi (GRN) jako organami władzy najniższego stopnia na wsi, funkcjonowały od reformy reorganizującej administrację wiejską przeprowadzonej jesienią 1954 do momentu ich zniesienia z dniem 1 stycznia 1973, tym samym wypierając organizację gminną w latach 1954–1972.
Gromadę Huta z siedzibą GRN w Hucie (Nowej) utworzono – jako jedną z 8759 gromad na obszarze Polski – w powiecie kieleckim w woj. kieleckim, na mocy uchwały nr 13c/54 WRN w Kielcach z dnia 29 września 1954. W skład jednostki wszedł obszar dotychczasowej gromady Huta Nowa, Huta Nowa Podłysica, Huta Stara, Huta Stara Koszary, Huta Szklana i Bartoszowiny ze zniesionej gminy Bieliny w tymże powiecie oraz lasy Świętokrzyskiego Parku Narodowego, oddziały Nr Nr 149–155 i 175–181. Dla gromady ustalono 23 członków gromadzkiej rady narodowej.
Gromadę Nowa Huta zniesiono 1 stycznia 1969, a jej obszar włączono do gromad Bieliny (wsie Nowa Huta, Podłysica, Stara Huta, Stara Huta Koszary i Szklana Huta) i Nowa Słupia (wieś Bartoszowiny).